# Општина Сан Хосе дел Ринкон (Мексико)
Сан Хосе дел Ринкон (шп. San José del Rincón) општина је у Мексику у савезној држави Мексико. Општина се налази на надморској висини од 2747 м.

## Становништво
Према подацима из 2010. у општини је живело 91345 становника.

### Хронологија
| Година       | 2005                  | 2010                  |
| ------------ | --------------------- | --------------------- |
| Становништво | 79945 (39695 / 40250) | 91345 (45084 / 46261) |

### Попис
| \| \| м \| \| \| ж \| \| 0—2 \| 3.542 \| \| \| 3.405 \| \| 3—5 \| 3.798 \| \| \| 3.725 \| \| 6—11 \| 7.683 \| \| \| 7.524 \| \| 12—14 \| 3.853 \| \| \| 3.709 \| \| 15—17 \| 3.634 \| \| \| 3.557 \| \| 18—24 \| 6.150 \| \| \| 6.315 \| \| 60+ \| 2.460 \| \| \| 3.411 \| \| Просек : \| 23,4 \| \| \| 24,6 \| |       |  |  |       |
| |       |  |  |       |
| | м     |  |  | ж     |
| 0—2 | 3.542 |  |  | 3.405 |
| 3—5 | 3.798 |  |  | 3.725 |
| 6—11 | 7.683 |  |  | 7.524 |
| 12—14 | 3.853 |  |  | 3.709 |
| 15—17 | 3.634 |  |  | 3.557 |
| 18—24 | 6.150 |  |  | 6.315 |
| 60+ | 2.460 |  |  | 3.411 |
| Просек : | 23,4  |  |  | 24,6  |

| #   | Индикатор                                                                                        | Вредност |
| --- | ------------------------------------------------------------------------------------------------ | -------- |
| 1   | Становништво од 0 до 2 године                                                                    | 6947     |
| 2   | Мушко становништво од 0 до 2 године                                                              | 3542     |
| 3   | Женско становништво од 0 до 2 године                                                             | 3405     |
| 4   | Становништво са 3 и више година                                                                  | 84357    |
| 5   | Мушко становништво са 3 и више година                                                            | 41523    |
| 6   | Женско становништво са 3 и више година                                                           | 42834    |
| 7   | Становништво са 5 и више година                                                                  | 79291    |
| 8   | Мушко становништво са 5 и више година                                                            | 38964    |
| 9   | Женско становништво са 5 и више година                                                           | 40327    |
| 10  | Становништво са 12 и више година                                                                 | 61627    |
| 11  | Мушко становништво са 12 и више година                                                           | 30042    |
| 12  | Женско становништво са 12 и више година                                                          | 31585    |
| 13  | Становништво са 15 и више година                                                                 | 54065    |
| 14  | Мушко становништво са 15 и више година                                                           | 26189    |
| 15  | Женско становништво са 15 и више година                                                          | 27876    |
| 16  | Становништво са 18 и више година                                                                 | 46874    |
| 17  | Мушко становништво са 18 и више година                                                           | 22555    |
| 18  | Женско становништво са 18 и више година                                                          | 24319    |
| 19  | Становништво од 3 до 5 година                                                                    | 7523     |
| 20  | Мушко становништво од 3 до 5 година                                                              | 3798     |
| 21  | Женско становништво од 3 до 5 година                                                             | 3725     |
| 22  | Становништво од 6 до 11 година                                                                   | 15207    |
| 23  | Мушко становништво од 6 до 11 година                                                             | 7683     |
| 24  | Женско становништво од 6 до 11 година                                                            | 7524     |
| 25  | Становништво од 8 до 14 година                                                                   | 17749    |
| 26  | Мушко становништво од 8 до 14 година                                                             | 9013     |
| 27  | Женско становништво од 8 до 14 година                                                            | 8736     |
| 28  | Становништво од 12 до 14 година                                                                  | 7562     |
| 29  | Мушко становништво од 12 до 14 година                                                            | 3853     |
| 30  | Женско становништво од 12 до 14 година                                                           | 3709     |
| 31  | Становништво од 15 до 17 година                                                                  | 7191     |
| 32  | Мушко становништво од 15 до 17 година                                                            | 3634     |
| 33  | Женско становништво од 15 до 17 година                                                           | 3557     |
| 34  | Становништво од 18 до 24 године                                                                  | 12465    |
| 35  | Мушко становништво од 18 до 24 године                                                            | 6150     |
| 36  | Женско становништво од 18 до 24 године                                                           | 6315     |
| 37  | Женско становништво од 15 до 49 година                                                           | 22150    |
| 38  | Становништво са 60 и више година                                                                 | 5871     |
| 39  | Мушко становништво са 60 и више година                                                           | 2460     |
| 40  | Женско становништво са 60 и више година                                                          | 3411     |
| 41  | Однос између мушкараца и жена                                                                    | 97.46    |
| 42  | Становништво од нуле до 14 година                                                                | 37239    |
| 43  | Становништво од 15 до 64 године                                                                  | 49760    |
| 44  | Становништво од 65 година и више                                                                 | 4305     |
| 45  | Просечан број деце                                                                               | 3.37     |
| 46  | Становништво рођено у ентитету                                                                   | 89131    |
| 47  | Мушко становништво рођено у ентитету                                                             | 44250    |
| 48  | Женско становништво рођено у ентитету                                                            | 44881    |
| 49  | Становништво рођено у другом ентитету                                                            | 1951     |
| 50  | Мушко становништво рођено у другом ентитету                                                      | 708      |
| 51  | Женско становништво рођено у другом ентитету                                                     | 1243     |
| 52  | Становништво од 5 година и више резидентно у ентитету у јуну 2005. године                        | 78014    |
| 53  | Мушко становништво старосног доба од 5 година и више, резидентно у ентитету у јуну 2005. године  | 38337    |
| 54  | Женско становништво старосног доба од 5 и више година, резидентно у ентитету у јуну 2005. године | 39677    |
| 55  | Становништво од 5 година и више које је живело у другом ентитету у јуну 2005. године             | 745      |
| 56  | Мушко становништво старије од 5 година које је живело у другом ентитету у јуну 2005. године      | 301      |
| 57  | Женско становништво старије од 5 година које је живело у другом ентитету у јуну 2005. године     | 444      |
| 58  | Становништво од 3 године и више које говори аутохтони језик                                      | 11191    |
| 59  | Мушко становништво старо 3 године и више које говори аутохтони језик                             | 5148     |
| 60  | Женско становништво старо 3 године и више које говори аутохтони језик                            | 6043     |
| 61  | Становништво од 3 године и више које говори аутохтони језик и не говори шпански језик            | 22       |
| 62  | Мушко становништво старо 3 године и више које говори аутохтони језик и не говори шпански         | 5        |
| 63  | Женско становништво старо 3 године и више које говори аутохтони језик и не говори шпански језик  | 17       |
| 64  | Становништво старо 3 године и више које говори аутохтони језик и шпански                         | 10741    |
| 65  | Мушко становништво старо 3 године и више које говори аутохтони језик и шпански                   | 4951     |
| 66  | Женско становништво старо 3 године и више које говори аутохтони језик и шпански                  | 5790     |
| 67  | Становништво од 5 година и више које говори аутохтони језик                                      | 11147    |
| 68  | Становништво од 5 година и више које говори аутохтони језик и не говори шпански језик            | 22       |
| 69  | Становништво од 5 година и више које говори аутохтони језик и говори шпански језик               | 10706    |
| 70  | Становништво у домородачким домаћинствима                                                        | 27666    |
| 71  | Становништво са ограничењима у активностима                                                      | 2947     |
| 72  | Становништво са ограниченим ходањем или кретањем, горе или доле                                  | 1566     |
| 73  | Становници са ограничењима вида, чак и уз кориштење сочива                                       | 740      |
| 74  | Становништво са ограничењима говора, комуникације или конверзације                               | 334      |
| 75  | Становништво са ограниченим слухом                                                               | 374      |
| 76  | Становништво са ограничењима при одевању, купању или јелу                                        | 127      |
| 77  | Становништво са ограничењима у опажању или учењу једноставних ствари                             | 109      |
| 78  | Становништво са менталним ограничењима                                                           | 198      |
| 79  | Становништво без ограничења активности                                                           | 87777    |
| 80  | Становништво од 3 до 5 година које не похађа школу                                               | 5679     |
| 81  | Мушко становништво од 3 до 5 година које не похађа школу                                         | 2892     |
| 82  | Женско становништво од 3 до 5 година које не похађа школу                                        | 2787     |
| 83  | Становништво од 6 до 11 година које не похађа школу                                              | 856      |
| 84  | Мушко становништво од 6 до 11 година које не похађа школу                                        | 416      |
| 85  | Женско становништво од 6 до 11 година које не похађа школу                                       | 440      |
| 86  | Становништво од 12 до 14 година које не похађа школу                                             | 1339     |
| 87  | Мушко становништво од 12 до 14 година које не похађа школу                                       | 640      |
| 88  | Женско становништво од 12 до 14 година које не похађа школу                                      | 699      |
| 89  | Становништво од 15 до 17 година похађа школу                                                     | 2512     |
| 90  | Мушко становништво од 15 до 17 година похађа школу                                               | 1305     |
| 91  | Женско становништво између 15 и 17 година живота у школи                                         | 1207     |
| 92  | Становништво од 18 до 24 године похађа школу                                                     | 689      |
| 93  | Мушко становништво од 18 до 24 године похађа школу                                               | 314      |
| 94  | Женско становништво од 18 до 24 године похађа школу                                              | 375      |
| 95  | Становништво од 8 до 14 година које не може да чита и пише                                       | 761      |
| 96  | Мушко становништво старосног доба од 8 до 14 година које не може да чита и пише                  | 396      |
| 97  | Женско становништво старосног доби од 8 до 14 година које не може да чита и пише                 | 365      |
| 98  | Становништво од 15 година и више које је неписмено                                               | 10582    |
| 99  | Мушко становништво од 15 година и више које је неписмено                                         | 3239     |
| 100 | Женско становништво од 15 година и више које је неписмено                                        | 7343     |
| 101 | Становништво старо 15 и више година без школовања                                                | 10080    |
| 102 | Мушко становништво старо 15 и више година без школовања                                          | 3189     |
| 103 | Женско становништво старо 15 и више година без школовања                                         | 6891     |
| 104 | Становништво старосног доба 15 и више година са непотпуним основним образовањем                  | 13435    |
| 105 | Мушко становништво старосног доба од 15 година и више са непотпуном основним образовањем         | 6939     |
| 106 | Женско становништво старосног доба 15 и више година са непотпуном основним образовањем           | 6496     |
| 107 | Становништво старо 15 и више година са комплетним основним образовањем                           | 13338    |
| 108 | Мушко становништво старо 15 година и више са комплетним основним образовањем                     | 6646     |
| 109 | Женско становништво старо 15 и више година са комплетним основним образовањем                    | 6692     |
| 110 | Становништво старосног доба 15 и више година са непотпуним средњим образовањем                   | 3067     |
| 111 | Мушко становништво старосног доба од 15 година и више са непотпуним средњим образовањем          | 1726     |
| 112 | Женско становништво старосног доба од 15 година и више са непотпуним средњим образовањем         | 1341     |
| 113 | Становништво старо 15 и више година са пуним секундарном образовањем                             | 10951    |
| 114 | Мушко становништво старосног доба од 15 година и више са пуним секундарном образовањем           | 6088     |
| 115 | Женско становништво старосног доба од 15 година и више са пуним секундарном образовањем          | 4863     |
| 116 | Становништво старије од 18 година са постосновним образовањем                                    | 2463     |
| 117 | Мушко становништво старије од 18 година са постосновним образовањем                              | 1265     |
| 118 | Женско становништво старије од 18 година са постосновним образовањем                             | 1198     |
| 119 | Просечна оцена школовања                                                                         | 5.15     |
| 120 | Просечан ниво образовања мушке популације                                                        | 5.61     |
| 121 | Просечан ниво образовања женског становништва                                                    | 4.72     |
| 122 | Економски активно становништво                                                                   | 26257    |
| 123 | Економски активна мушка популација                                                               | 22014    |
| 124 | Економски активна женска популација                                                              | 4243     |
| 125 | Становништво које није економски активно                                                         | 35015    |
| 126 | Мушко становништво које није економски активно                                                   | 7795     |
| 127 | Женско становништво које није економски активно                                                  | 27220    |
| 128 | Запослено становништво                                                                           | 23327    |
| 129 | Запослено мушко становништво                                                                     | 19253    |
| 130 | Запослено женско становништво                                                                    | 4074     |
| 131 | Незапослена популација                                                                           | 2930     |
| 132 | Незапослена мушка популација                                                                     | 2761     |
| 133 | Незапослена женска популација                                                                    | 169      |
| 134 | Становништво без права на здравствене услуге                                                     | 26807    |
| 135 | Становништво које има право на здравствене услуге                                                | 64267    |
| 136 | Становништво које има право на ИМСС                                                              | 488      |
| 137 | Становништво које има право на социјално осигурање                                               | 177      |
| 138 | Становништво које има право на државно социјално осигурање                                       | 314      |
| 139 | Становништво које има право на опште осигурање или здравствено осигурање за нову генерацију      | 62829    |
| 140 | Становништво које је било једном или није било у браку током 12 година и више                    | 24070    |
| 141 | Венчано или уједињено становништво од 12 година и више                                           | 33366    |
| 142 | Становништво које је било у браку или уједињено 12 година и више                                 | 4082     |
| 143 | Становништво са католичком религијом                                                             | 79927    |
| 144 | Протестанти, еванђелисти и библијски следбеници различити од еванђелиста                         | 9781     |
| 145 | Становништво са другим религијама различитим од претходних                                       | 0        |
| 146 | Становништво без религије                                                                        | 366      |
| 147 | Укупно пописаних домаћинства                                                                     | 17707    |
| 148 | Пописна домаћинства на челу са мушкарцима                                                        | 14795    |
| 149 | Пописна домаћинства на челу са женама                                                            | 2912     |
| 150 | Становништво у пописним домаћинствима                                                            | 91330    |
| 151 | Становништво у пописним домаћинствима на челу са мушкарцима                                      | 80545    |
| 152 | Становништво у пописним домаћинствима на челу са женама                                          | 10785    |
| 153 | Укупно домаћинстава                                                                              | 19994    |
| 154 | Укупно насељених домаћинстава                                                                    | 17712    |
| 155 | Укупно приватних кућа                                                                            | 19989    |
| 156 | Насељени приватни домови                                                                         | 17707    |
| 157 | Укупно насељених приватних кућа                                                                  | 17712    |
| 158 | Ненасељене приватне куће                                                                         | 1327     |
| 159 | Појединачна домаћинства за привремену употребу                                                   | 955      |
| 160 | Становници у насељеним приватним кућама                                                          | 91330    |
| 161 | Насељеност станара у приватним становима                                                         | 5.16     |
| 162 | Просечно становника по соби у приватним насељеним домаћинствима                                  | 1.7      |
| 163 | Појединачна домаћинства са подовима од различитих материјала од земље                            | 15522    |
| 164 | Појединачна домаћинства у приземљу                                                               | 2123     |
| 165 | Појединачна домаћинства са једном спаваћом собом                                                 | 8004     |
| 166 | Појединачна домаћинства са две спаваће собе и више                                               | 9654     |
| 167 | Појединачна домаћинства са једним собом                                                          | 1211     |
| 168 | Појединачна домаћинства са две собе                                                              | 5335     |
| 169 | Појединачна домаћинства са 3 собе и више                                                         | 11083    |
| 170 | Појединачна домаћинства која имају електрично светло                                             | 16546    |
| 171 | Појединачна домаћинства која немају електрично светло                                            | 1081     |
| 172 | Појединачна домаћинства која имају водоводну воду у стамбеном простору                           | 10686    |
| 173 | Појединачна домаћинства која немају водоводну воду у стамбеном простору                          | 6929     |
| 174 | Појединачна домаћинства која имају тоалет                                                        | 14510    |
| 175 | Појединачна домаћинства која имају канализацију                                                  | 4470     |
| 176 | Појединачна домаћинства која немају канализацију                                                 | 13012    |
| 177 | Појединачна домаћинства која имају електрично светло, довод воде из јавне мреже и канализацију   | 3351     |
| 178 | Појединачна домаћинства без икаквих услова                                                       | 2505     |
| 179 | Појединачна домаћинства која имају радио                                                         | 9669     |
| 180 | Појединачна домаћинства која имају телевизор                                                     | 14029    |
| 181 | Појединачна домаћинства која имају фрижидер                                                      | 3234     |
| 182 | Појединачна домаћинства која имају машину за веш                                                 | 1773     |
| 183 | Појединачна домаћинства која имају аутомобил или комби                                           | 3462     |
| 184 | Појединачна домаћинства која имају рачунар                                                       | 334      |
| 185 | Појединачна домаћинства која имају фиксну телефонску линију                                      | 1530     |
| 186 | Појединачна домаћинства која имају мобилни телефон                                               | 4041     |
| 187 | Појединачна домаћинства која имају приступ интернету                                             | 76       |